# Alectra fruticosa
Alectra fruticosa är en snyltrotsväxtart som beskrevs av Eb. Fischer. Alectra fruticosa ingår i släktet Alectra och familjen snyltrotsväxter. Inga underarter finns listade i Catalogue of Life.